# Seneca (Kansas)
Seneca és una població dels Estats Units a l'estat de Kansas. Segons el cens del 2000 tenia 2.122 habitants.

## Demografia
Segons el cens del 2000, Seneca tenia 2.122 habitants, 897 habitatges, i 539 famílies. La densitat de població era de 532 habitants/km².
Dels 897 habitatges en un 27,9% hi vivien nens de menys de 18 anys, en un 52,7% hi vivien parelles casades, en un 5,5% dones solteres, i en un 39,8% no eren unitats familiars. En el 36,9% dels habitatges hi vivien persones soles el 23,4% de les quals corresponia a persones de 65 anys o més que vivien soles. El nombre mitjà de persones vivint en cada habitatge era de 2,29 i el nombre mitjà de persones que vivien en cada família era de 3,06.
Per edats la població es repartia de la següent manera: un 25,5% tenia menys de 18 anys, un 6,1% entre 18 i 24, un 22% entre 25 i 44, un 19,4% de 45 a 60 i un 27% 65 anys o més.
L'edat mediana era de 42 anys. Per cada 100 dones de 18 o més anys hi havia 84,6 homes.
La renda mediana per habitatge era de 31.288 $ i la renda mediana per família de 40.819 $. Els homes tenien una renda mediana de 27.875 $ mentre que les dones 16.944 $. La renda per capita de la població era de 19.076 $. Entorn del 4,4% de les famílies i el 7,1% de la població estaven per davall del llindar de pobresa.

## Poblacions més properes
El següent diagrama mostra les poblacions més properes.